# جيمس مارتن لورين
جيمس مارتن لورين (بالإنجليزية: James Loren Martin)‏ (و. 1846 – 1915 م) هو محامي، وقاضي، وسياسي من الولايات المتحدة الأمريكية.
توفي في مونبلييه، فيرمونت.